# Cosmic Dust Analyzer
Der Cosmic-Dust-Analyzer (CDA) ist ein in Deutschland entwickeltes eigenständiges und vollwertiges Instrument der 1997 gestarteten Cassini-Huygens-Sonde, die den Ringplaneten Saturn und seine Umgebung erforscht.
Die Cassini-Huygens-Sonde ist eine gemeinsame Mission der Raumfahrtagenturen NASA und ESA. Insgesamt zwölf Orbiterinstrumente und sechs Instrumente auf der Huygens-Sonde begannen eine sieben Jahre lange Reise, welche am 1. Juli 2004 bei einer Sonnenentfernung von fast zehn Erde-Sonne Abständen am Ziel war. Dann begann die eigentliche und vier Jahre dauernde Erforschung des Saturnsystems mit seinen zahlreichen Monden, seiner Magnetosphäre und seinem spektakulären Ringsystem.
Der Cosmic-Dust-Analyzer kann sowohl interplanetaren Staub (kometaren und asteroidalen), als auch interstellaren Staub (also Staub, welcher unser Sonnensystem durchdringt und nicht seinen Ursprung in unserem Sonnensystem hat) mit großer Empfindlichkeit und Zuverlässigkeit nachweisen. So können Partikel mit einer Geschwindigkeit von 5 Kilometern pro Sekunde und einer Masse von nur {\displaystyle 10^{-16}} kg (dies entspricht einer Größe von einem zweitausendstel Millimeter) nachgewiesen werden. Neben der Teilchengeschwindigkeit (1–100 Kilometer pro Sekunde) und der Teilchengröße (10 Nanometer bis 100 Mikrometer) wird von dem Instrument auch die elektrische Ladung der Staubteilchen (1–100 Femtocoulomb) und ihre elementare Zusammensetzung bestimmt.
Fünf Jahre lang entwickelten, bauten und testeten die Wissenschaftler des Max-Planck-Institutes für Kernphysik (MPI-K) unter Leitung von Eberhard Grün in Zusammenarbeit mit dem Deutschen Zentrum für Luft- und Raumfahrt (DLR) aus Berlin-Adlershof das Experiment. Die Mechanik wurde vom Ingenieurbüro Pahl in München entworfen, und die Firma Phytron lieferte einen Schrittmotor mit extrem geringem Energieverbrauch für den instrumenteigenen Drehtisch. Die University of Canterbury und das Rutherford Appleton Laboratory (RAL) in England beteiligten sich an dem CDA mit der Entwicklung des Chemischen Analysators (CA). Die von der NASA vorgegebenen Beschränkungen bezüglich Masse (17 Kilogramm) und elektrischer Leistung (12 Watt) für den CDA konnten trotz der Größe des Experimentes von 80 cm Höhe und einem Detektordurchmesser von 40 cm eingehalten werden. Abb. 1 zeigt die 5,6 Tonnen schwere Cassini/Huygens Sonde und das daran befestigte CDA Experiment.

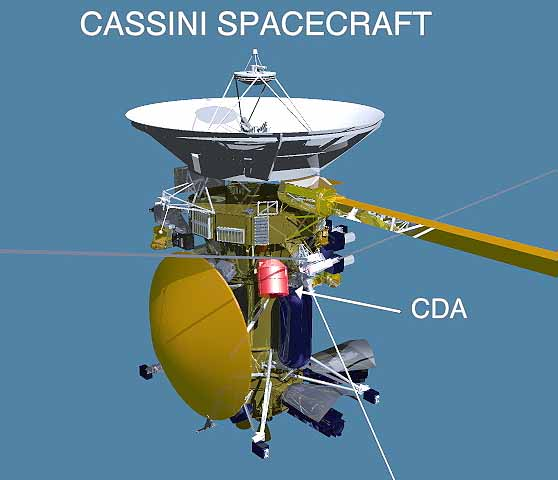
Der Staubdetektor CDA der Cassini-Mission

Ein eigener Mikrocomputer erlaubt über Monate hinweg autonome und zuverlässige Messungen. Eine spezielle von KCS GmbH, der Universität Mannheim und der Mannheimer Firma Helfert-Informatik entwickelte Ada-Software ermöglicht ein flexibles Prozessieren, internes Speichern und Komprimieren der Daten, bevor sie mit einer geringen Datenrate (dem Hundertstel einer ISDN-Leitung) an das Computersystem von Cassini weitergegeben werden. In den Datenstrom fließen auch die Daten des von der Universität Chicago entwickelten Nachbarexperimentes High-Rate-Detektor (HRD) ein. Die wissenschaftliche Planung, der Missionsbetrieb und die Datenanalyse erfolgen am MPI-K in Kooperation mit anderen Max-Planck-Instituten und den Universitäten Münster, Potsdam und München. Das MPI-K arbeitet eng mit dem Cassini-Projekt am Jet Propulsion Laboratory in Pasadena/Los Angeles (USA) und den 25 direkt beteiligten Wissenschaftlern aus sieben Ländern zusammen. Seit 1999 wird das CDA-Experiment erfolgreich im interplanetaren Raum kommandiert und liefert ständig faszinierende Daten zur Erde, die den Staubwissenschaftlern bereits viele neue Entdeckungen und Ergebnisse brachten.
Obwohl der CDA einem optischen Teleskop ähnlich sieht (siehe Abb. 2), liefert er keine direkten Bilder der Staubteilchen. Dafür erhalten die Forscher aus den Daten ein Stück des Bildes der Entstehung und Evolution des Sonnensystems und seiner Planeten.

## Messprinzip des Staubdetektors
Die CDA-Sensoren basieren auf drei verschiedenen Messprinzipien: Elektrische Influenz, Einschlagsionisation und Einschlagsdepolarisation. Bevor die Teilchen auf einem der beiden Sensorflächen (Targets) einschlagen, durchlaufen sie vier Gitter im Eintrittsbereich (Abb. 3). Die beiden inneren gekippten Gitter sind mit einem Ladungsverstärker verbunden, der die Influenzladung eines hindurch fliegenden geladenen Teilchens misst. Befindet sich das Teilchen zwischen den beiden gekippten Gittern, so entspricht die auf den Gittern induzierte Ladung genau der Primärladung des Teilchens. Abb. 3 zeigt am Messkanal QP das trapezförmige Signal eines hindurch fliegenden Teilchens.
Um die Flugbahn des Teilchens genauer zu bestimmen, sind die beiden Messgitter um 9° gegenüber der Detektorsymmetrieachse geneigt. Diese Neigung führt zu einer Asymmetrie der aufsteigenden und abfallenden Signalflanke, woraus sich dann die Einfallsrichtung des Partikels bestimmen lässt. Die am Kanal QP gemessene Ladung eines vier Mikrometer großen Staubteilchens liegt im Bereich von einem Femtocoulomb, sofern das elektrische Oberflächenpotential fünf Volt beträgt (1 Femtocoulomb entspricht der Ladung von 6.000 Elektronen).
Hat das Teilchen die Gitter durchlaufen, so schlägt es auf einem der beiden Targets ein und produziert Teilchenfragmente, neutrale Atome und ein Einschlagsplasma. Die Ladung dieses Plasmas wird in einem elektrischen Feld zwischen Target und Ionenkollektor getrennt und fließt über angeschlossene Ladungsverstärker ab. Die Elektronensignale am Target und die Ionensignale am Ionengitter werden digitalisiert und zur Datenverarbeitung aufgezeichnet. Die Anstiegszeiten der Signale erlauben eine Bestimmung der Einschlagsgeschwindigkeit v, während die Amplituden mit der Plasmaladung Q im Allgemeinen proportional zur Masse der Teilchen m nach der Beziehung {\displaystyle Q\approx m^{\alpha }\cdot v^{\beta }} sind.
Durch die Kombination von Eintrittsgitter und Einschlagstarget wird zu jedem Staubteilchen seine Primärladung, seine Geschwindigkeit und seine Masse bestimmt. Das integrierte Flugzeitmassenspektrometer (oder TOF-MS) ermittelt daraus die elementare Zusammensetzung der mikrometergroßen Staubteilchen. Die Plasmaladung von Einschlägen auf dem CA-Target wird durch ein stärkeres elektrisches Feld getrennt und die Ionen werden zum Ionendetektor (Multiplier) hin beschleunigt. Die leichten Ionen wie Wasserstoff und Kohlenstoff kommen am Multiplier früher an als die schweren Ionen des Targetmaterials Rhodium. Durch eine schnelle Aufzeichnung der Signale am Multiplier erhält man das Flugzeitmassenspektrum der Ionen des Einschlagsplasmas. Das edle Metall Rhodium eignet sich als Targetmaterial deshalb, weil seine Atommasse von 103 von dem Massenbereich der Elemente, die man in Staubteilchen erwartet (Wasserstoff bis Eisen), so weit entfernt ist, dass sich die Massenlinien im Spektrum gut trennen lassen.
Der oben beschriebene Detektor basiert auf der Messung von Plasmaladung. Aus Gründen der internen Datenverarbeitung hat dieser Detektor eine Totzeit von einer Sekunde. Hohe Einschlagsraten, wie sie im inneren E-Ring des Saturn vorkommen, können dadurch nicht vollständig erfasst werden. Aus diesem Grunde ist der High-Rate-Detektor (HRD) Teil des CDA-Experimentes. Sein Funktionsprinzip und seine Signalverarbeitung ist wesentlich einfacher, wodurch bis zu 10.000 Ereignisse pro Sekunde registriert werden können. Gefertigt sind die HRD-Sensoren aus dünnen Polyvinylidenfluorid-Folien, die eine permanente Polarisierung aufweisen. Ein Hochgeschwindigkeitseinschlag zerstört die lokalen Dipole entlang der Partikelbahn durch Bildung eines Kraters oder eines Durchschlagsloches in der Folie. Die Zerstörung der Dipole bewirkt einen kurzen Strompuls, dessen Amplitude eine Funktion von Teilchenmasse und Teilchengeschwindigkeit ist. Der Nachweis von Teilchen, die kleiner als ein Mikrometer sind, erfordert besonders dünne Folien. Dadurch werden die Sensoren jedoch fragil und empfindlich gegenüber mechanischen Schwingungen. Der HRD hat deshalb eine kleine, 6 Mikrometer dicke Folie, und einen großen Detektor mit einer Fläche von 50 cm² und einer Stärke von 28 Mikrometer. Normale Haushalts-Aluminiumfolie hat zum Vergleich eine Stärke von 20 Mikrometern.

Staubteilchen schlagen auf einer Fläche auf und erzeugen Ladungssignale.

Die Wissenschaftler werden oft gefragt, ob die zahlreichen Staubeinschläge keine Gefahr für das Instrument bedeuten und es dabei nicht sogar beschädigt wird. Hier hilft eine einfache Betrachtung der erwarteten Staubflüsse, der Größenverteilung ihrer Teilchen und der Materialeigenschaften des Targets. Das Target hat eine Dicke von 0,3 Millimetern und Hochgeschwindigkeitseinschläge erzeugen kleine Krater auf der Oberfläche mit Tiefen von einigen Mikrometern. Die Targetfläche ist mit einem zehntel Quadratmeter so groß, dass eine Milliarde Teilcheneinschläge von 10 Mikrometer großen Partikeln nötig wären, um die Targetfläche zu erodieren. Erst Teilchen mit einer Geschwindigkeit von einigen Kilometern pro Sekunde und mit der Größe eines zehntel Millimeters werden für den CDA, die anderen Experimente und die Raumsonde Cassini gefährlich. Diese großen Teilchen sind jedoch auf dem Wege von Cassini zum Saturn und der gewählten Flugbahn um den Saturn so selten, dass aus diesem Grunde nicht mit einem Missionsverlust gerechnet werden muss. Am häufigsten erwartet man Einschläge von Mikrometer großen Eispartikeln.